# Louis Beugniez
Louis Beugniez, né le 29 novembre 1907 à Noyelles-Godault (Pas-de-Calais) et mort le 10 février 1998 dans cette même ville, est un homme politique français, membre de la démocratie chrétienne, aux opinions catholiques affirmées et s'intéressant de près aux questions sociales.

## Biographie
Louis Émile Beugniez, « L'homme de Noyelles Godault », nait à Noyelles-Godault, ville de naissance de Maurice Thorez, de quelques années son aîné, le 29 novembre 1907. Il est le fils de Beugniez Louis, moulineur (employé des mines de charbon), et de Hugot Maria (ou Marie), ménagère.
Né dans une famille d'ouvriers, après l'école primaire de Noyelles-Godault, il doit arrêter ses études au niveau de l'école primaire supérieure d'Hénin-Liétard où il avait retrouvé Maurice Thorez.
En 1922, à quinze ans, il entre en tant qu'employé de bureau, comptable, dans les houillères, à Dourges, poste qu'il occupe jusqu'en 1935.
Avec le soutien du prêtre de sa paroisse, il anime le cercle d'études de l'Association catholique de la jeunesse française (A.C.J.F.), participe à l'école des conférenciers de la Fédération nationale catholique et devient correspondant bénévole du journal catholique La Croix du Nord. Il complète ainsi sa formation.
Dès 1927, il milite à la jeunesse ouvrière chrétienne, dont il fonde la section de Noyelles-Godault et devient en 1929, un des dirigeants de l'organisation dans le Pas-de-Calais, en l'occurrence président de la fédération jociste de Lens-Béthune.
Il adhère à la C.F.T.C. (Confédération française des travailleurs chrétiens) en 1930.
Louis Beugniez se marie à Paris (20°) le 7 novembre 1931 avec Raymonde Alice Durand. Le couple aura quatre enfants,.
Élu maire de Noyelles-Godault en 1935, il quitte la Compagnie des Mines de Dourges, pour éviter le reproche agité par ses opposants d'être « vendu aux Houillères » et devient secrétaire permanent du S.L.M. (Fédération des employés) (poste qu'il occupera également du 3 octobre 1944 au 3 novembre 1945).
En 1935, syndicaliste chrétien, il est secrétaire permanent du syndicat CFTC.
En 1936, en tant que permanent de la CFTC, il dénonce dans le journal  La Croix du Nord l'attitude « stalinienne » des dirigeants locaux de la CGT qui visent la fin du pluralisme syndical sous couvert de la nécessaire unité des travailleurs.
En 1939, il est fait avec d'autres syndicalistes chrétiens, comme Louis Delaby, chevalier de l'Ordre de Saint-Grégoire le Grand.  
Mobilisé en 1939, lors de la seconde guerre mondiale, il est affecté au 8e régiment du génie, et occupe le poste de responsable du centre de transmissions à l'état-major de la zone d'opérations aériennes nord.
Démobilisé en 1940, démis de son mandat de maire par le régime de Vichy, en 1943, entré dans la clandestinité, il participe avec Jules Catoire à la constitution d'un réseau de résistance d'inspiration chrétienne dans le Pas-de-Calais. Dès 1943, il prépare la diffusion dans les mines du futur quotidien démocrate-chrétien Nord Éclair.
Ayant perdu son mandat de député en 1951, n'ayant pas réussi à le retrouver, lors d'une élection partielle en 1954, ni aux législatives de 1956, il se réinvestit dans la défense des mines : secrétaire général d'un éphémère (il va durer 9 mois) Comité d'action pour la défense et l'expansion de la région minière - CADERM, il reprend jusqu'en 1968, une activité au sein des Houillères à Mazingarbe.
Il meurt à Noyelles-Godault en 1998, à l'âge de 90 ans.

## Carrière politique
Devenu secrétaire du syndicat chrétien des employés des houillères en 1935, il est élu cette même année maire de Noyelles-Godault, après une campagne "dure" face à l'ancien conseil municipal à majorité communiste. Il conserve ce mandat jusqu'à sa révocation par le régime de Vichy en 1943. Sous couvert de sa fonction de maire, il avait aidé les réfractaires au Service du travail obligatoire (STO).
Secrétaire général de la fédération départementale du tout nouveau MRP (Mouvement républicain populaire, démocrate-chrétien) en 1944, journaliste à Nord Éclair, il est élu député en 1945, et conserve ce mandat jusqu'en 1951 : mandat du 21 octobre 1945 au 10 juin 1946, dans la deuxième circonscription du Pas-de-Calais, dans l'Assemblée constituante de 1945, sous le régime du Gouvernement provisoire de la République française, second mandat du 2 juin 1946 au 27 novembre 1946 dans l'Assemblée constituante de 1946 sous le même régime de gouvernement provisoire, puis du 10 novembre 1946 au 4 juillet 1951, sous la première législature de la Quatrième république.
Aux élections du 21 octobre 1945, il est en deuxième position sur la liste du MRP derrière Jules Catoire. 8 sièges sont à pourvoir et trois listes en présence, les socialistes de la S.F.I.O et les communistes du P.C.F. en emportent 3, le M.R.P 2. 
Louis Beugniez se spécialise dans les questions sociales, il est membre de la Commission du travail et de la Sécurité sociale, commission parlementaire au nom de laquelle il présente plusieurs rapports, et de la Commission de l'équipement national et de la production. Il est également désigné pour représenter la Commission du travail à la Commission supérieure des comités d'entreprise. 
Aux élections du 2 juin 1946, le M.R.P. présente la même liste dans un contexte différend de deux listes supplémentaires par rapport à 1945. Les résultats sont identiques à ceux de 1945. Louis Beugniez retrouve la Commission du travail et de la Sécurité sociale. Il focalise son activité parlementaire sur les sujets des maladies professionnelles et des accidents du travail. Le 4 octobre 1946, il présente une proposition de loi sur ces questions en appelant à une « révolution dans les textes ». 
Aux élections législatives du 10 novembre 1946, 9 sièges sont à pourvoir. Le M.R.P. subit une érosion des voix obtenues du fait de la présence d'une liste gaulliste : l'Union gaulliste qui s'allie à l'Union des républicains (droite, présente déjà en juin 1946). La S.F.I.O. en recul, le P.C.F. en progression, conservent chacun trois sièges, le M.R.P. en garde deux, et l'Union gaulliste emporte le dernier mandat.  
À l'assemblée, il retrouve la Commission du travail et de la protection sociale : il en est élu président le 29 janvier 1948 et la représente de nouveau à la Commission supérieure des comités d'entreprise. Au cours de ce mandat, il passe également par la Commission du règlement et du suffrage universel et celle de la production industrielle. En février 1951, quelques mois avant la fin de la législature, il est nommé membre de la Sous-commission chargée de suivre et d'apprécier la gestion des entreprises industrielles nationalisées et des sociétés d'économie mixte.  
Il déploie une intense activité législative en présentant pas moins de douze propositions de loi en matière sociale, outre plusieurs rapports au nom de la Commission du travail et de la Sécurité sociale. Et il intervient fréquemment dans les débats parlementaires, notamment au sujet de la protection sociale des mineurs : le 19 décembre 1950, il demande en leur faveur un alignement en matière de prestations familiales sur les conditions accordées à d'autres catégories de travailleurs.  
Parallèlement à son mandat de député, en 1947, réélu maire de Noyelles-Godault, il devient vice-président de l'association des maires du Pas-de-Calais.
Aux élections législatives du 17 juin 1951, il figure de nouveau en seconde position sur la liste M.R.P., apparentée (Loi des apparentements) avec celle de la S.F.I.O. et celle de l'U.D.S.R. (Union démocratique et socialiste de la Résistance). Neuf sièges sont à pourvoir, le P.C.F. arrivé largement en tête recueille 4 sièges, la S.F.I.O. 3 sièges, le R.P..F gaulliste (Rassemblement du Peuple Français) et le M.R.P, quatrième en nombre de voix, ont chacun un élu. Louis Beugniez n'est donc pas réélu. Il reste maire de Noyelles-Godault.
Aux élections de janvier 1956, de nouveau second sur la liste du M.R.P., il connait un nouvel échec.
Pendant ses mandats de député, il sera intervenu et/ou aura agi sur de très nombreux sujets sociaux cruciaux : conventions collectives, Sécurité Sociale, prestations familiales, conditions de travail, retraites, congés payés, délégués du personnel, comités d'entreprise, statut du mineur, mode d'élection des délégués des mineurs ... 
Il reste maire de Noyelles-Godault jusqu'en 1971.

## Portrait
Une photographie de Louis Beugniez est reproduite page 20 de 100 figures du Pas-de-Calais, 1790-2000 ainsi que sur le site de l'Assemblée nationale.

## Source
- Dictionnaire des parlementaires français de 1940 à 1958, La Documentation française.
- « Louis Beugniez », dans 100 figures du Pas-de-Calais, 1790-2000, Les Échos du Pas-de-Calais, Lillers, Octobre 2001.
- « Louis, Emile Beugniez », sur le site de l'Assemblée Nationale, lire en ligne.